# Classe Joffre
Pour les articles homonymes, voir Joffre (homonymie).
La classe Joffre (anciennement PA-16) est une classe de porte-avions français qui devait comprendre deux unités, le Joffre et le Painlevé, en l'honneur du maréchal Joffre et du ministre Paul Painlevé). Programmée avant le déclenchement de la Seconde Guerre mondiale, elle n'aboutit pas : seule la construction du premier débute en 1938 et le projet est arrêté par la défaite de juin 1940.

## Histoire
Le Joffre et le Painlevé étaient destinés à donner à la marine française deux porte-avions légers modernes. À son entrée en guerre en 1939, la marine nationale ne disposait que du Béarn. Construit à partir d'une coque de cuirassé de classe Normandie, inachevé après la Première Guerre mondiale, il était déjà dépassé à la fin des années 1930, car il n'avait pas une vitesse suffisante pour évoluer dans une escadre. 
La France, comme d'ailleurs l'Allemagne et l'Italie, avait sous-estimé l'importance du porte-avions. A contrario, la Grande Bretagne, les États-Unis, après quelques doutes, mais surtout le Japon qui avait donné à son aviation embarquée un rôle particulièrement offensif, avaient réalisé que le porte-avions surclasserait le bâtiment de ligne (cuirassés et croiseurs de bataille) et deviendrait le « capital ship », ce qui fut démontré dès 1943.
Les deux porte-avions de la classe Joffre étaient conçus pour remédier à ce déséquilibre, même si leur tonnage et leurs capacités aéronautiques restent modestes par rapport à certains grands porte-avions étrangers.

### De longues tergiversations (1930-1936)
Dans les années 1930, les concepts de porte-avions se précisent, mais priorité est alors donnée à la reconstitution du corps de bataille. Dans toutes les marines, « l’école du canon » est alors prédominante d'où l'adage : « 1 - L'arme supérieure, décisive du combat est le canon. 2 - La cuirasse impénétrable au projectile assure l'invulnérabilité du cuirassé. 3 - Donc le cuirassé est le navire de guerre de l'avenir. » (citation de Yves Ceillier, Les idées stratégiques en France de 1870 à 1914). Aussi les ingénieurs et les stratèges ne sont pas d’accord sur les caractéristiques à adopter. Certains partisans du canon proposent de doter le porte-avions de deux tourelles triples de 203 mm, c’est-à-dire du calibre équivalent à celui d’un croiseur lourd, ce qui aurait permis de contourner les limitations de ce type de bâtiments imposées par le traité naval de Washington. Dans sa séance des 3-4 octobre 1930, le Conseil supérieur de la Marine recommande l’inscription de deux porte-avions de 15 000 à 18 000 tonnes lourdement pourvus en artillerie. De projet en contre-projet, la discussion s’enlise durant 5 ans. Dans sa séance des 2-3 janvier 1936, le Conseil se révèle incapable de choisir entre les 6 projets qui lui sont proposés et renvoie le tout à la Section technique des constructions navales pour études supplémentaires. La Section lui soumet deux projets de porte-avions protégés de 23 000 tonnes, avec ou sans plans inclinés aux extrémités du pont d'envol, qui sont examinés par le Conseil dans sa séance des 28-29 avril 1936. Il se prononce pour la deuxième solution et prescrit de poursuivre les études. Mais la Kriegsmarine du Troisième Reich met sur cale le 28 décembre 1936 le Graf Zeppelin, premier de deux porte-avions de 33 550 tonnes. Du coup, l’on repose la question : y avait-il lieu de construire un 23 000 tonnes ou deux 15 000 tonnes ? Dans sa séance du 4 décembre 1936, le Conseil se prononce pour deux porte-avions, sans plus de précision.

### Lancement de la construction (1938)
La décision est alors prise définitivement, mais avec les délais de vote par le Parlement, de passation des marchés, ce n’est qu’en 1938 que deux unités de 18 000 tonnes dont la coque est dérivée de celle du croiseur lourd Algérie, le Joffre et le Painlevé, sont commandées. Le premier est effectivement mis sur cale à Brest le 18 novembre 1938, mais il n’en sera qu’à 23 % d’achèvement au moment de l'armistice de juin 1940. Le déclenchement rapide de la Seconde Guerre mondiale conduisit à ralentir sa construction en juin 1940. Sa démolition, commencée par les Allemands le 9 juin 1941, est plusieurs fois interrompue sur intervention de l’amiral François Darlan, qui essaie désespérément de le sauver : elle est arrêtée en juillet 1941, reprise en novembre, de nouveau arrêtée en février 1942, puis définitivement arrêtée en juin suivant. Le Painlevé, quant à lui, n’aura pas dépassé le stade des approvisionnements en matériaux.
Le manque de chasseur embarqué moderne n'est pas un facteur déterminant pour la flotte puisque la France est envahie avant que la Marine nationale ne puisse jouer un rôle décisif dans la guerre. A posteriori, les deux Joffre auraient sans doute joué un rôle non négligeable dans la « Force de Raid », auprès de la Royal Navy (aux côtés des 50 CAM ships) dans la lutte anti-sous-marine contre les U-boote durant la bataille de l’Atlantique et les raids de surface menés par les Condor pendant l'hiver 1939-1940.
La classe Joffre est conçue comme des navires rapides et puissants, à la pointe du progrès de l'époque mais le déclenchement de la guerre empêche la Marine nationale de les terminer, comme les quatre unités de classe Richelieu, et les deux de classe Alsace. La France aurait eu une marine puissante et équilibrée si le conflit mondial n'avait pas été déclenché si tôt. De plus, elle aurait eu le temps de mettre au point son radar et son appareil d'écoute sous-marine dont les travaux étaient bien avancés mais qui lui ont cruellement manqué pendant les combats de 1940.

## Caractéristiques

### Aéronefs
Pour les équiper, deux types d'avions sont prévus : des chasseurs monomoteurs et des bombardiers-torpilleurs bimoteurs. Les chasseurs prévus devaient être des Dewoitine D.790, version navalisée du D.520. Le programme A47 de 1937 prévoyait un bimoteur biplace pour les missions de torpillage et de bombardement ainsi qu'un triplace pour la reconnaissance. Deux prototypes sont alors commandés à l'industrie qui présente les SNCAO.600, qui vole le 21 mars 1940 et le Dewoitine D.750. Toutefois, un troisième appareil intéresse la Marine nationale : le Latécoère/Breguet Laté 299, commandé le 27 juillet 1939. En 1939, un nouveau programme est lancé et vise à la fourniture d'un bombardier bimoteur. C'est le Breguet Br.810, dérivé du Breguet Br.693, qui est finalement choisi.